# Cheesehead

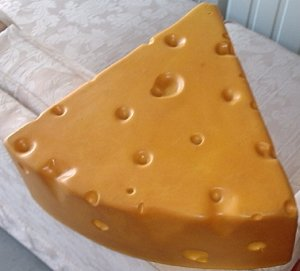
Chapeau « Cheesehead »

Cheesehead est le surnom d'une personne originaire du Wisconsin, important producteur de fromage. Par extension, c'est le nom des supporteurs de l'équipe des Packers de Green Bay (NFL) au football américain qui portent régulièrement des chapeaux en forme de morceau de fromage. Une marque « Cheesehead » a été développé pour ces chapeaux depuis 1987.
Originairement, le terme était péjoratif puisqu'il était utilisé par les supporteurs d'équipes rivales de l'Illinois au football américain et également au baseball. Il est désormais devenu un symbole de fierté.